# ティグレス・デル・チナンデガ
ティグレス・デル・チナンデガ（スペイン語: Tigres del Chinandega）は、ニカラグアのプロ野球チーム。英語表記は、チナンデガ・タイガース（Chinandega Tigares）。
リーガ・ニカラグエンセ・デ・ベイスボル・プロフェシオナルが再開された2年目の2006年には、優勝チームとなっている。
2013年再開後、二度目の優勝を果たしメキシコのベラクルスで行われたラテンアメリカンシリーズに出場し2勝1敗で準優勝を果たす。
2017年のラテンアメリカンシリーズではコロンビアのレオネス・デ・モンテリアを決勝で4-0で下し初優勝を果たす。